# Moi, tout simplement
"Moi, tout simplement" (tradução portuguesa: "Eu simplesmente") foi a canção que representou a Suíça no Festival Eurovisão da Canção 1993 que teve lugar em Millstreet, na Irlanda. Foi interpretada em francês pela cantora canadiana Annie Cotton. Foi a quarta canção a ser interpretada na noite do festival, a seguir à canção alemã "Viel zu weit", interpretada pela banda Münchener Freiheit e antes da canção dinamarquesa "Under stjernerne på himlen", cantada pela banda Tommy Seebach Band. Terminou a competição em terceiro lugar, com 148 pontos. No ano seguinte, a Suíça fez-se representar com a canção Sto pregando interpretada por Duilio.

## Autores
A canção tinha letra de Jean-Jacques Egli, música de Christophe Duc e foi orquestrada por Marc Sorrentino.

## Letra
Na canção, Cotton critica aqueles que pretendem mostrar aquilo que não são; sejam eles mágicos, ilusionistas, encantadores de serpentes, concursos de imitadores. Ela não quer perder tempo com aquelas frivolidades e deseja ser apenas ela. (Ver em: Letra da canção em Diggilloo.net

## Versões
Cotton gravou esta canção em inglês com o título "I will be myself".